# Anasterias
Anasterias is een geslacht van zeesterren uit de familie Asteriidae.

## Soorten
- Anasterias antarctica (Lütken, 1857)
- Anasterias antipodum (Bell, 1882)
- Anasterias asterinoides Perrier, 1875
- Anasterias directa (Koehler, 1920)
- Anasterias laevigata (Hutton, 1879)
- Anasterias mawsoni (Koehler, 1920)
- Anasterias pedicellaris Koehler, 1923
- Anasterias perrieri (E.A. Smith, 1876)
- Anasterias rupicola (Verrill, 1876)
- Anasterias sphoerulata (Koehler, 1920)
- Anasterias spirabilis (Bell, 1881)
- Anasterias studeri Perrier, 1891
- Anasterias suteri (de Loriol, 1894)
- Anasterias varia (Philippi, 1870)